# Spreetal
Spreetal (alt sòrab: Sprjewiny Doł) és un municipi alemany que pertany a l'estat de Saxònia. Es troba a la frontera amb Brandenburg, entre Spremberg i Hoyerswerda, a uns 30 kilòmetres de Cottbus.

## Districtes
- Burg (Bórk, 391 h.)
- Burghammer (Bórkhamor, 248 h.)
- Burgneudorf (Nowa Wjes, 387 h.)
- Neustadt (Nowe Město, 399 h.)
- Spreetal (Sprjewiny Doł, 95 h.)
- Spreewitz (Šprjejcy, 318 h.)
- Zerre (Drětwa, 275 h.)